# Dritte Ladoga-Schlacht

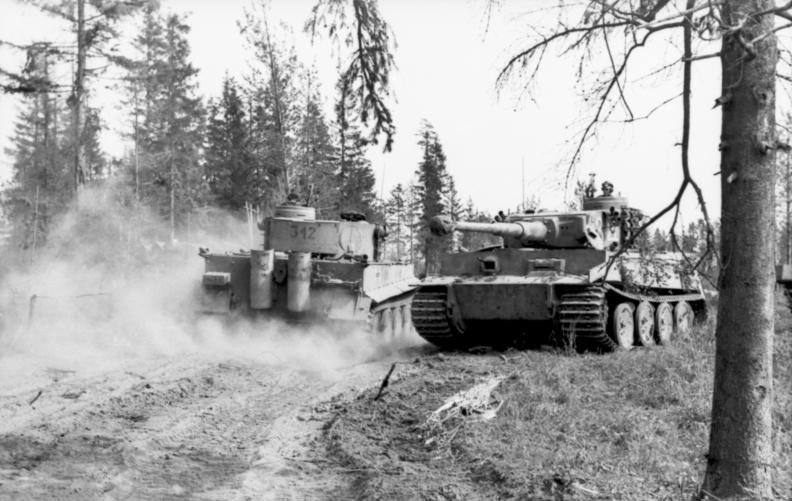
Panzerkampfwagen VI „Tiger“ der schweren Panzerabteilung 502 nahe Mga (August 1943). Die wenigen Panzer wurden als „Feuerwehr“ an den Brennpunkten der Front eingesetzt.

Die Dritte Ladoga-Schlacht, auch Schlacht um die Sinjawino-Höhen, fand südlich des Ladoga-Sees an der sowjetisch-deutschen Ostfront während des Zweiten Weltkrieges statt. In der sowjetischen Historiographie wird sie Mga-Operation (Мгинская операция), seltener Operation Brussilow (Операция Брусилов) genannt.
Die Rote Armee begann dabei am 22. Juli 1943 eine Offensive zum vollständigen Entsatz des landseitig eingeschlossenen Leningrads gegen die Heeresgruppe Nord der Wehrmacht. Ziel war es, die Schienenverbindung zur Metropole, besonders aber den Eisenbahnknotenpunkt Mga mit den vorgelagerten Sinjawino-Höhen einzunehmen. Bis zum Ende der Operationen am 25. September 1943 konnte sie nur geringe Teilerfolge erringen, erlitt jedoch, wie auch die deutsche Seite, hohe Verluste. Das operative Ziel der sowjetischen Armeeführung wurde nicht erreicht. Die deutschen Verbände konnten sowohl den strategisch wichtigen Höhenzug als auch die Siedlung Mga halten. Allerdings trafen die Verluste die deutsche Seite dabei im weiteren Verlauf härter als die sowjetische.

## Hintergrund

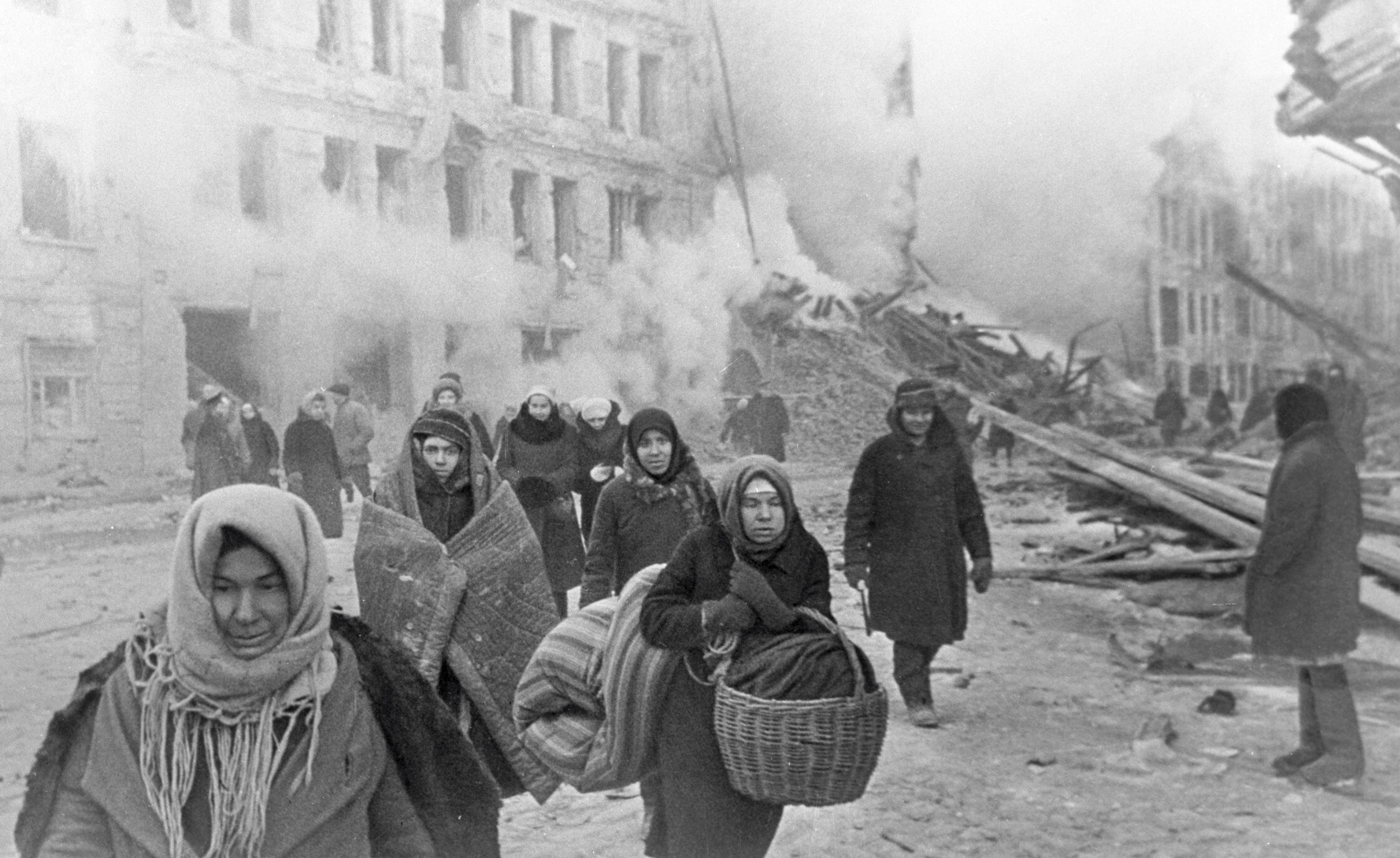
Leningrader Zivilisten verlassen ihr Haus, nachdem es bei einer deutschen Bombardierung zerstört wurde (Dezember 1942).

Nach Beginn des deutschen Angriffs auf die Sowjetunion näherten sich im Spätsommer 1941 die Truppen der deutschen Heeresgruppe Nord unter Generalfeldmarschall Wilhelm Ritter von Leeb (1876–1956) dem Leningrader Gebiet. Ab 25. August stießen sie erneut vor und eroberten am 8. September die Stadt Schlüsselburg am Ladoga-See. Damit war Leningrad vom Rest der UdSSR abgeschnitten und sollte in einem weiteren Schritt erobert werden. Nach dem Erlahmen der eigenen Kräfte stellte die Heeresgruppe Nord Ende September ihre Angriffe auf die Stadt selbst ein und ging zu deren Belagerung und Aushungerung über. Damit begann die Leningrader Blockade, welche durch finnische Streitkräfte im Norden der Stadt vervollständigt wurde.
Die Leningrader Front der Roten Armee versuchte mehrfach, die deutschen Stellungen südlich des Ladoga-Sees, die oft als „Flaschenhals“ bezeichnet wurden, zu durchbrechen. Dies führte zu mehreren erfolglosen Schlachten im Oktober 1941, von Januar bis Mai 1942 (→ Wolchow-Schlacht) und im August/September 1942 (→ Erste Ladoga-Schlacht). Trotz heftiger Kämpfe und großer Verluste gelang es der Roten Armee erst im Januar 1943, den „Flaschenhals“ am Ufer des Ladoga-Sees zu durchbrechen und wieder eine Landverbindung nach Leningrad herzustellen (→ Zweite Ladoga-Schlacht). Allerdings verfügte der schmale Durchbruch über keine leistungsfähige Straßen- oder gar Schienenverbindung und lag noch immer im Wirkungsbereich der deutschen Artillerie, die von den das Gelände beherrschenden Sinjawino-Höhen (um die Siedlung Sinjawino) her schoss. Somit wurde die Blockade der Stadt faktisch immer noch aufrechterhalten.
Im Rahmen der Operation Polarstern (10. Februar bis 1. April 1943) hatten die sowjetischen Truppen bereits einen erfolglosen Angriff unternommen. Die Pläne der sowjetischen Stawka an diesem Frontabschnitt richteten sich gegen den Nordteil des Flaschenhalses und die dort befindlichen Sinjawino-Höhen. Südlich der Höhen verlief eine von Osten kommende leistungsfähige Bahnstrecke durch den Verkehrsknotenpunkt Mga bis nach Leningrad. Mit der Einnahme dieser Stadt und dem Freikämpfen der Bahnverbindung sollte die Blockade Leningrads endgültig aufgehoben werden. Außerdem sollten die deutschen Truppen an dieser Stelle der Ostfront durch den Angriff so gebunden werden, dass sie nicht an die anderen Brennpunkte der Front im Süden, namentlich zur Schlacht im Kursker Bogen, verlegt werden konnten. Nachdem die deutsche Offensive bei Kursk am 12. und 13. Juli 1943 zum Stehen gebracht worden war, befahl die Stawka deshalb den Befehlshabern der Leningrader Front und der Wolchow-Front, zur Offensive überzugehen.

## Kräfte und Vorbereitungen

### Sowjetische Planungen

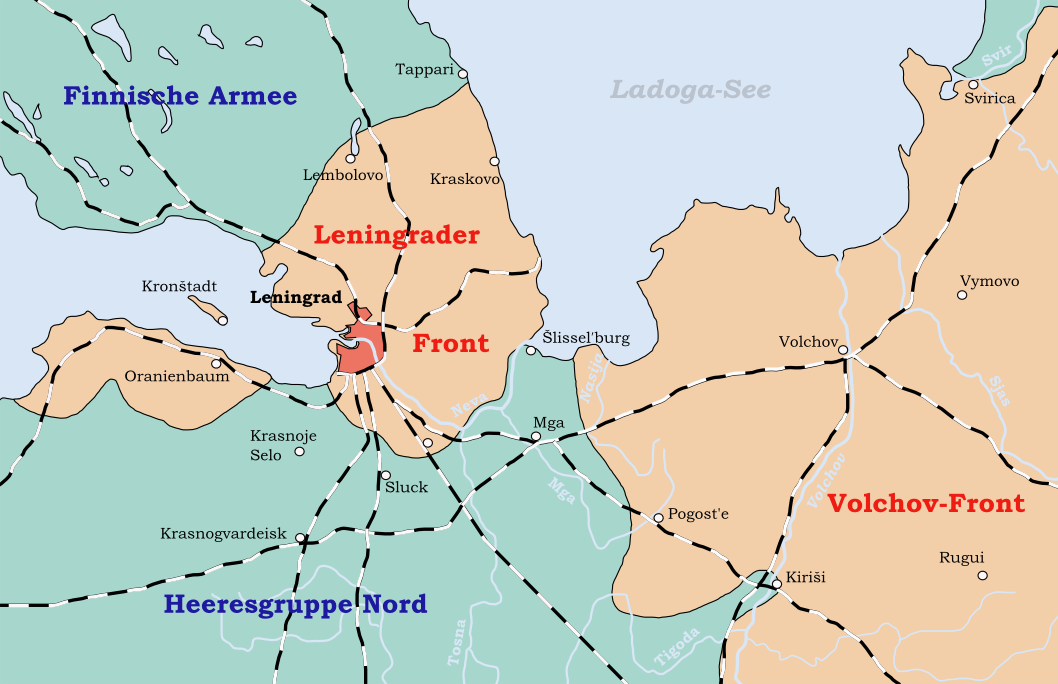
Frontverlauf im Norden der Ostfront (Mai 1942 – Januar 1943)

In der Zweiten Ladoga-Schlacht waren die Ziele der Stawka nicht erreicht worden. Ab März 1943 trat dann ein Stillstand entlang der gesamten Ostfront ein, da beide Seiten sich in den vorangegangenen Operationen, vor allem im Südabschnitt, erschöpft hatten. Beide wollten im Sommer jedoch die strategische Initiative zurückgewinnen. Stalin und die Führung der Roten Armee planten, basierend auf den Erfahrungen der abgeschlossenen Kämpfe, zunächst die deutsche Sommeroffensive abzuwehren, die sie bei Kursk vermuteten, und erst dann eigene Offensivoperationen in Gang zu setzen. Für die sowjetischen Kräfte im Raum Leningrad bedeutete dies, dass dort zunächst starke Verbände zugunsten des Kursker Abschnitts herausgezogen wurden, darunter die gesamte 11., 27., 53. und 68. Armee, sodass die Fronten hier geschwächt wurden.
Die Befehlshaber der Fronten trafen mit den ihnen verbliebenen Verbänden eigene Vorbereitungen für weitere Operationen. Die Leningrader Front unter Generaloberst L. A. Goworow (1897–1955) versammelte unter Ausdünnung der Frontlinie in ihrer Reserve neun Schützendivisionen, eine Panzerbrigade und zwei weitere Panzerregimenter, während die Wolchow-Front des Armeegenerals K. A. Merezkow (1897–1968) hinter ihren Stellungen vier Schützendivisionen, drei Panzerbrigaden und ein Panzerregiment konzentrieren konnte. Nach Auffassung der Stawka bestand damit an der Leningrader Front eine sowjetische Überlegenheit von 2:1 und an der Wolchow-Front im Verhältnis von 1,3:1, was eine neuerliche Offensive möglich erscheinen ließ.
Ziel der Offensive sollte es sein, die deutschen Verbände soweit zurückzudrängen, dass sie nicht mehr in der Lage sein würden, durch eine erneute Offensive hin zum Ladoga-See die vollständige Blockade Leningrads wiederherzustellen. Armeegeneral Merezkow gibt in seinen Memoiren an, dass sich im Frühjahr 1943 die Anzeichen für eine deutsche Offensive zur Wiederherstellung der Blockade gemehrt hätten. Weiterhin sollte die schmale Landverbindung zur Stadt verbreitert werden, um eine geregelte Versorgung zu garantieren. Aus diesem Grund bestand das Ziel der Offensive nicht nur in der Eroberung der Sinjawino-Höhen, sondern auch in der des Eisenbahnknotenpunktes Mga. Zu diesem Zweck wurde die Operation als Zangenangriff konzipiert, durch den das deutsche XXVI. Armeekorps im „Flaschenhals“ aufgerieben werden sollte. Die deutsche 18. Armee würde somit eine schwere Niederlage erleiden und die Rote Armee eine gute Ausgangsbasis für weitere Offensivoperationen gewinnen. Als weiterer Nebeneffekt würde der Angriff auch deutsche Truppen und Reserven binden, die andernfalls an die Brennpunkte der Ostfront im Mittel- und Südabschnitt verlegt werden könnten. Die sowjetische militärische Führung wählte 1943 für die Decknamen ihrer einzelnen Sommeroffensiven die Namen berühmter Heerführer der russischen Geschichte und so erhielt die Offensive der Leningrader und Wolchow-Front die Bezeichnung Operation „Brussilow“ (nach General A. A. Brussilow).
Den Hauptangriff sollten die 67. Armee des Generalmajors M. P. Duchanow von der Leningrader Front und die 8. Armee des Generalleutnants F. N. Starikow von der Wolchow-Front führen. Die 67. Armee sollte zwischen der Newa und dem Ort Sinjawino zum Angriff antreten, die Sinjawino-Höhen einnehmen und dann weiter auf Mga vorgehen. Wenn sich ihr Angriff erfolgreich gestaltete, sollte weiter westlich ein Angriff der 55. Armee (Generalmajor W. P. Swiridow) ihn unterstützen, indem er auch auf Mga vorging. Im Osten hatte die 8. Armee den Auftrag die deutschen Stellungen zwischen den Orten Gaitolowo und Lodwa zu durchbrechen und dann auf Mga vorzustoßen. Mit geringeren Teilkräften sollte die 8. Armee jedoch gleich nach ihrem Durchbruch der 67. Armee bei den Sinjawino-Höhen entgegenkommen. Für die deutsche Führung waren diese Pläne wenig überraschend. Der ehemalige Kommandeur des deutschen Grenadier-Regiments 284, Hartwig Pohlmann, urteilte später: „Alles in allem keine neuen Gedanken und Ziele, keine großzügige, überraschende Planung, sondern eine Fortsetzung der zweiten Ladogaschlacht, wie sie die deutsche Führung seit Juni erwartete, die sie aber auch nicht durch irgendwelche Gegenmaßnahmen verhindern konnte, da ihr die Mittel dazu fehlten.“

### Deutsche Lage

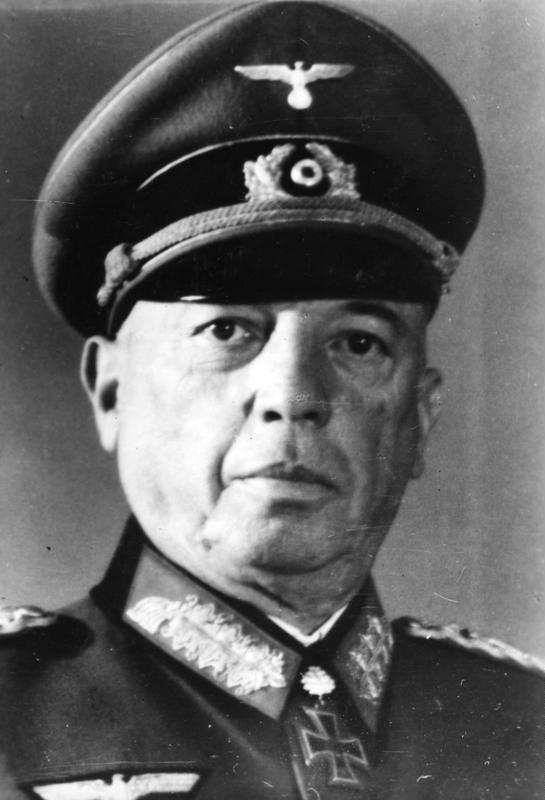
Generalfeldmarschall Georg von Küchler

Die deutsche Heeresgruppe Nord, die seit dem 12. Januar 1942 von Generalfeldmarschall Georg von Küchler (1881–1968) befehligt wurde, hatte in den vorangegangenen Monaten immer wieder Truppen an die bedrohten Südabschnitte der Ostfront abzugeben, sodass zur Deckung der insgesamt 750 km Frontlinie am 20. Juli 1943 lediglich 44 Divisionen und Brigaden sowie drei Sicherungs- und eine Ausbildungsdivision im rückwärtigen Frontgebiet zur Verfügung standen. Die Truppen zählten inklusive aller rückwärtigen Versorgungsdienste 710.000 Mann, von denen 360.000 den Frontverbänden angehörten. Die Artillerie umfasste 2.407 Geschütze. Unter diesen Verbänden befand sich keine Panzerdivision, weil diese im Bereich der Heeresgruppe Mitte zum Angriff gegen Kursk eingesetzt wurden. Lediglich 40 einsatzbereite Panzer standen deshalb im Bereich der Heeresgruppe Nord. Diese waren in der schweren Panzer-Abteilung 502 (drei Kompanien) und der Sturmgeschütz-Brigade 912 (drei Kompanien) zusammengefasst und sollten in den folgenden Kämpfen als „Feuerwehr“ an den Brennpunkten der Front eingesetzt werden. Ebenso geschwächt waren die Verbände der Luftflotte 1, welche die Heeresgruppe unterstützen sollte. Sie konnte zum selben Zeitpunkt nur sechs Jagdflugzeuge für den Tageinsatz mobilisieren.
Die Heeresgruppe umfasste zwei Großverbände, nämlich die 18. Armee (Gen.Ost. Georg Lindemann) vor Leningrad und südlich davon die 16. Armee (Gen.Ost. Ernst Busch). Im Schwerpunktbereich des geplanten sowjetischen Angriffs – im „Flaschenhals“ – war das XXVI. Armeekorps des Gen.d.Inf. Ernst von Leyser (1889–1962) eingesetzt. Dieses umfasste die 212., 1., 11., 69., 290., 23. sowie die 5. Gebirgs-Division. In der Reserve des Armeeoberkommando (AOK) 18 befanden sich nur die 28. Jäger-Division und die 121. Infanterie-Division. Mit diesen Kräften war die Heeresgruppe den ihnen gegenüberstehenden Verbänden erheblich unterlegen. Die Abteilung Fremde Heere Ost ging davon aus, dass ihr allein 734.000 sowjetische Soldaten an der Front gegenüberstanden, hinter denen weitere 491.000 Soldaten in Reserve gehalten wurden. Außerdem ging sie in ihrem Bericht von 209 sowjetischen Panzern und mindestens 2.793 Geschützen in der Frontlinie aus, die durch weitere 843 Panzer und 1.800 Geschütze aus der Reserve verstärkt werden konnten.

## Verlauf

### Der Angriff der 67. Armee

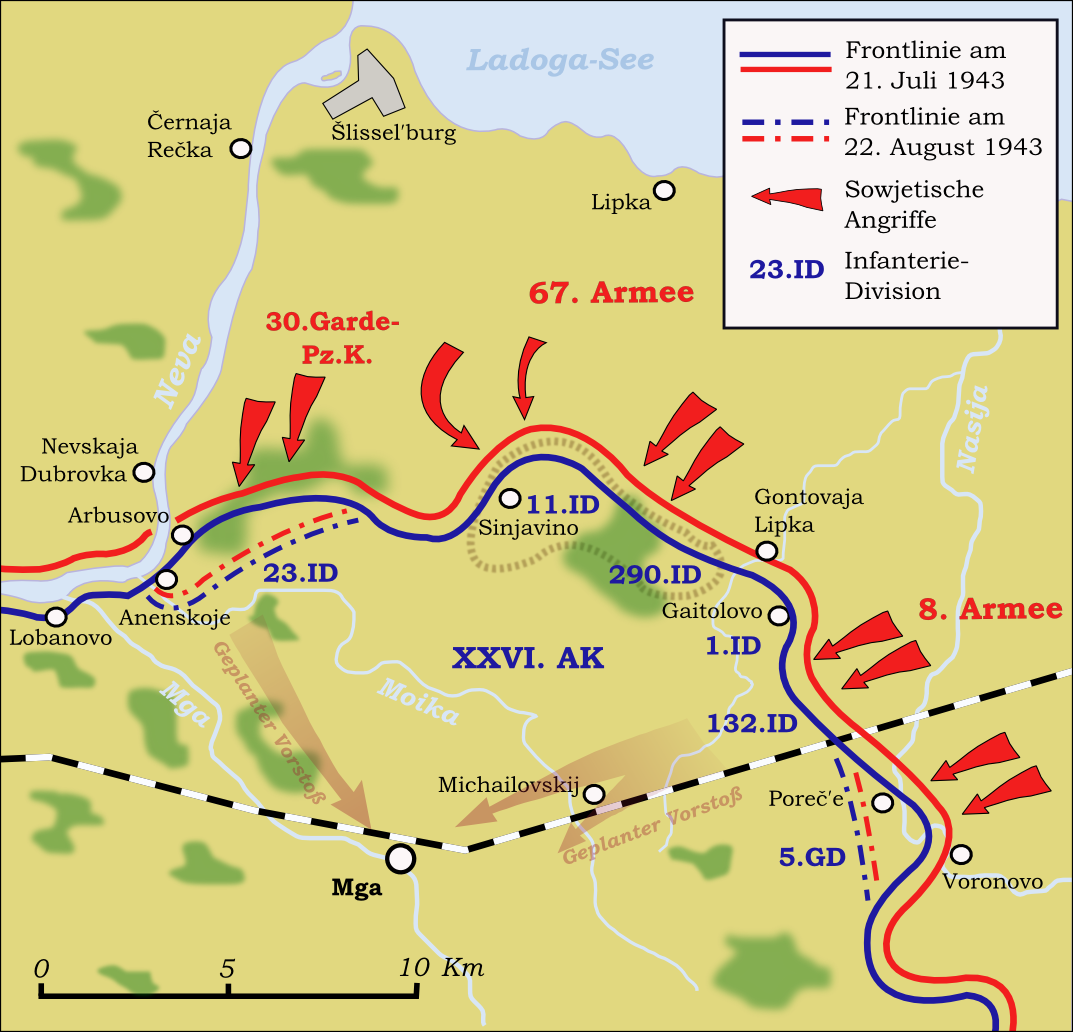
Verlauf der ersten sowjetischen Angriffe 22. Juli bis 22. August 1943

Bereits am 1. Juli 1943 hatte auf sowjetischer Seite die Bereitstellung von Artillerie für den Angriff begonnen. Gleich nach dem Befehl der Stawka zum Beginn der Offensive begann am 12. Juli schließlich die gezielte Beschießung der deutschen Stellungen bei Sinjawino. Der Schwerpunkt des Angriffs lag beim 30. Garde-Schützenkorps des Generals Simonjak (45., 63. und 64. Garde-Schützendivision) östlich der Newa. Es sollte zunächst Arbuzowo einnehmen und dann weiter auf Mga vorgehen. Dazu wurde es von der 30. Garde-Panzerbrigade und der 220. Panzerbrigade sowie den Garde-Panzerregimentern 29 und 31 unterstützt. Östlich davon griffen die 90., 268., 43. und 123. Schützendivision die deutschen Stellungen auf den Sinjawino-Höhen an, um sie dort zu fesseln. Allein die erste sowjetische Angriffswelle umfasste in diesem Sektor 75.000 Soldaten und 120 Panzer, denen zunächst lediglich die deutsche 23., 11. und 290. Infanterie-Division mit weniger als 35.000 Mann gegenüberstanden.
Am 22. Juli 1943 um 4:30 Uhr morgens setzte entlang der Angriffsfront ein verheerendes sowjetisches Artilleriefeuer ein, dem Bombenangriffe der 13. Luftarmee folgten. Um 6:05 Uhr stießen die ersten sowjetischen Angriffsverbände vor. An der Spitze des 30. Garde-Schützenkorps gingen die 63. und 45. Garde-Schützendivisionen gegen die Stellungen der 23. deutschen Infanterie-Division vor. Dabei erzielten sie einen Einbruch zwischen der deutschen 23. und 11. Infanterie-Division, den auch sofort angesetzte Gegenangriffe nicht schließen konnten. In diese Lücke setzte General Duchanow die 30. Garde-Panzerbrigade an, die den Einbruch bis zum Abend auf zwei Kilometer Tiefe und Breite erweiterte. Dagegen brachte die deutsche Führung schnell einzelne Teile der 121. Infanterie-Division zum Einsatz, die von der II. Abteilung des Nebelwerfer-Regiment 70 und der 2. Kompanie der schweren Panzer-Abteilung 502 (mit Panzerkampfwagen VI „Tiger“) unterstützt wurden. Diesen gelang es, den sowjetischen Einbruch abzuriegeln.
Das deutsche AOK 18 setzte am folgenden Tag die Armeereserven ein. Sie verlegte sowohl weitere Teile der 121. Infanterie-Division, als auch die 28. Jäger-Division an die Einbruchstellen und riegelte sie so ab. Ab dem 26. Juli kam es dort wiederum zu heftigen Kämpfen, in denen die sowjetischen Truppen vergeblich versuchten, einen Durchbruch zu erzielen. Dabei war es besonders hinderlich, dass die bereits erreichten Einbrüche nach wie vor im Osten von den Sinjawino-Höhen flankiert wurden. Generaloberst Goworow verlegte deshalb ab dem 1. August den Schwerpunkt seiner Angriffe auf diese Höhen, die von der deutschen 11. und 290. Infanterie-Division verteidigt wurden. Hier bevorzugte das schwierige und waldreiche Gelände sowie die überhöhte Lage die deutschen Verteidiger. Trotzdem gelangen den angreifenden sowjetischen Verbänden zunächst einige Geländegewinne, die allerdings teilweise durch deutsche Gegenangriffe wieder verloren gingen. Die 11. Infanterie-Division erlitt jedoch so große Verluste, dass sie nach 20 Kampftagen am 10. August durch die 21. Infanterie-Division abgelöst werden musste. Bis dahin hatte sie in den Kämpfen allein 95.000 Granaten (2.315 t) verschossen.
Auch andere deutsche Divisionen waren bald abgekämpft und mussten abgelöst werden. Dazu musste die Heeresgruppe Nord auf Aushilfen zurückgreifen. So löste sie die 121. Infanterie-Division aus dem Verband der 16. Armee heraus, um mit ihr Anfang August die 28. Jäger-Division zu ersetzen. Aus der Blockadefront vor Leningrad zog sie bereits am 23./24. Juli die 58. Infanterie-Division ab und setzte sie zum Gegenangriff gegen das sowjetische 30. Garde-Schützenkorps an. Obwohl der Angriff der Division am 4. August von wenigen Panzerkampfwagen VI „Tiger“ unterstützt wurde, kam er nur langsam voran, da sowjetische Artillerie von jenseits der Newa wirkungsvoll in den Kampf eingriff. Allein im Angriffsstreifen des II. Bataillons / Grenadierregiment 220 wurden in fünf Stunden die Einschläge von 80 Salven zu je 18 Granaten gezählt. In den folgenden Tagen ließen die sowjetischen Angriffe nach. Dafür wurden die deutschen Stellungen noch einmal intensiv durch Artillerie beschossen. Erst am 12. August begannen die Angriffe an allen Abschnitten erneut und dauerten bis zum 22. August ohne Entscheidung weiter an.
Allgemein gestaltete sich der sowjetische Vorstoß äußerst schwierig und bald schon ging er in einen regelrechten Stellungskrieg über, in dem die Geländegewinne in Metern gemessen wurden. Während der Kämpfe beherrschte die sowjetische Luftwaffe den Luftraum. Erst fünf Tage nach dem Beginn der Schlacht verlegte die Wehrmacht eine zusätzliche Jägergruppe (weniger als 25 Maschinen) in diesen Abschnitt, aber auch diese bewirkte wenig und wurde bald wieder abgezogen. Unter dem Eindruck der hartnäckigen deutschen Abwehr beschloss Generaloberst Goworow, den Angriff der 55. Armee auf Mga von Westen her nicht durchzuführen.

### Der Angriff der 8. Armee

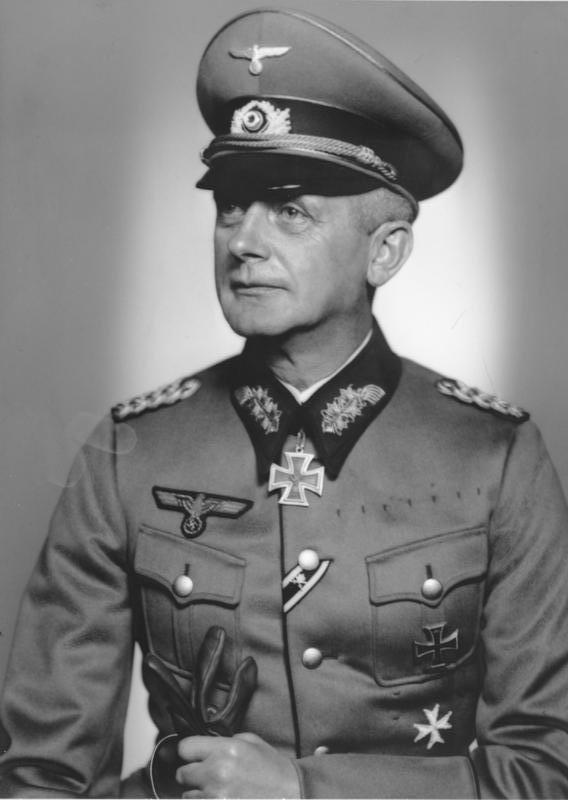
Ernst von Leyser, Kommandierender General des XXVI. Armeekorps

Der Angriff der sowjetischen 8. Armee von Osten her auf Mga hatte ähnliche Schwierigkeiten zu überwinden. Hier erfolgte der Angriff in Raum Woronowo auf einer Breite von fast 14 Kilometern. Dazu bildete Merezkow zwei Angriffsgruppen, die in jeweils zwei Wellen gegliedert waren. Je eine Gruppe sollte nördlich und südlich der Bahnlinie Wolchow–Mga vorgehen. Die nördliche Gruppe bestand aus der 18. und 378. Schützendivision in erster, der 379. und 239. Schützendivision in zweiter Welle. Die vier Divisionen der ersten Welle erhielten zu ihrer Unterstützung jeweils ein Panzerregiment und in der zweiten Welle wurden die 16. und die 122. Panzerbrigade bereitgehalten, um jeden Durchbruch durch die feindliche Stellung ausnutzen zu können. Auf der linken Flanke sollten die 265. und 382. Schützendivision, sowie die 1. und 22. Schützenbrigade einen Entlastungsangriff führen. Auf der rechten Flanke fiel diese Aufgabe der 372. Schützendivision zu. Armeegeneral Merezkow hielt allerdings die 286. und 58. Schützendivision in Reserve. Des Weiteren sollte ein Ablenkungs- und Fesselungsangriff bei Pogostje und Kirischi geführt werden, um die Flanke der Hauptangriffskolonne zu decken. Insgesamt verfügte die erste Angriffswelle über 80.000 Mann und 250 Panzer. Im Hauptangriffstreifen (50.000 Mann und 150 Panzer) bedeutete dies eine Überlegenheit von 5:1 über die deutschen Verteidiger.
Das sowjetische Vorbereitungsfeuer dauerte sechs Tage, bevor die Truppen auch hier am 22. Juli um 6:35 Uhr zum Angriff übergingen. Der Vormarsch kam allerdings bereits nach der Einnahme der ersten deutschen Linie ins Stocken. An diesem Frontabschnitt leisteten die 5. Gebirgs-Division und die 132. Infanterie-Division heftigen Widerstand. Hinzu kam, dass sich die sowjetischen Panzer in dem sumpfigen Gelände festfuhren. Ende Juli musste Armeegeneral Merezkow die ausgeblutete 18. und 256. Schützendivision von der Front abziehen und sie durch die 379. und die 165. Schützendivision ersetzen. Von deutscher Seite wurde mangels anderer Reserven die 121. Infanterie-Division wieder aus den Kämpfen bei Arbuzowo herausgezogen und in den Abschnitt der 132. Infanterie-Division verlegt. Letztere hatte bisher allen Angriffen standgehalten und wurde nun zur Verstärkung der 5. Gebirgs-Division verlegt. Diese ersten Kämpfe wurden von der deutschen Führung als kaum ernstzunehmender Vorstoß interpretiert. Erst am 2. August begannen solche Angriffe, die auf deutscher Seite zu einer angespannten Lage führten. Die sowjetische 122. Panzerbrigade und das 32. Garde-Panzerregiment drangen bis kurz vor den Ort Slawjanka vor, bevor sie dort bis zum 8. August von herangeführten Wehrmachtverbänden gestoppt wurden.
Am 9. August verlegte Armeegeneral Merezkow seine Angriffe in den Abschnitt südlich der Bahnlinie und konzentrierte ihn dort auf den deutschen Brückenkopf östlich des Flusses Nasija bei Poretschje. Zur Einnahme des Brückenkopfes zog er am 11. August die 256. und 374. Schützendivision sowie die Garde-Panzerregimenter 35 und 50 zusammen. Diese Angriffskräfte konnten auf die Unterstützung der 378., 364. und 165. Schützendivision rechnen, die bereits um den Brückenkopf eingesetzt waren. Im Brückenkopf standen bereits stark angeschlagene Teile der 5. Gebirgs-Division. Der Angriff der sowjetischen Verbände gewann zunächst Gelände und bald darauf wurde der Stützpunkt Poretschje eingenommen. Dann aber trafen Teile der 132. Infanterie-Division ein, welche die Lage stabilisierten und zum Gegenangriff ansetzten. Ein neuerlicher Angriff der sowjetischen Verbände am 12. August warf die deutschen Truppen, die dabei zum Teil in Nahkämpfe verwickelt wurden, wieder zurück. Armeegeneral Merezkow brachte am 13. August seine letzten Reserven, die 311. Schützendivision und das 503. selbständige Panzerbataillon zum Einsatz. Zwar erzielten diese neuen Kräfte erneut einen Einbruch in die deutschen Linien, doch auch dieser wurde in einem deutschen Gegenangriff wieder bereinigt. Letztendlich waren beide Seiten durch die vorangegangenen Kämpfe völlig erschöpft. Als Ergebnis räumten die Deutschen zwar den Brückenkopf in der Nacht vom 14. zum 15. August, doch der von der Führung der Wolchow-Front erhoffte Durchbruch nach Mga war damit nicht zustande gekommen. Am 16. August wurde die abgekämpfte und fast aufgeriebene deutsche 132. Infanterie-Division abgezogen und durch die 1. und 254. Infanterie-Division ersetzt. Während ihres Einsatzes im Brückenkopf hatte sie 24 sowjetische Panzer zerstört. Die Heftigkeit der Kämpfe wird dadurch veranschaulicht, dass zehn dieser Panzer durch leichte Waffen im Nahkampf ausgeschaltet wurden.
Am 17. August ging zunächst die für die Offensive bereitgestellte sowjetische Artilleriemunition zur Neige. Auch die Fernfliegerkräfte, die vom 29. Juli bis zum 12. August täglich etwa 100 Angriffe auf das deutsche Hinterland geflogen hatten, wurden wieder abgezogen. So flauten die Kämpfe in den folgenden Tagen allmählich ab. Am 22. August um 14:40 Uhr erließ die Stawka angesichts des Misserfolges einen Befehl zum Abbruch der Offensive. In diesem hieß es, die Leningrader- und die Wolchow-Front hätten die ihnen gestellte Aufgabe erfüllt, dem Feind eine Niederlage zugefügt und seine Reserven gebunden.

### Die zweite Offensive im September
Auf Befehl der Stawka bereiteten die Frontbefehlshaber Goworow und Merezkow nur wenige Wochen nach dem Scheitern ihrer ersten Operationen eine neue Offensive vor. Die Ziele waren diesmal wesentlich enger definiert und umfassten nun lediglich die Einnahme der Sinjawino-Höhen.

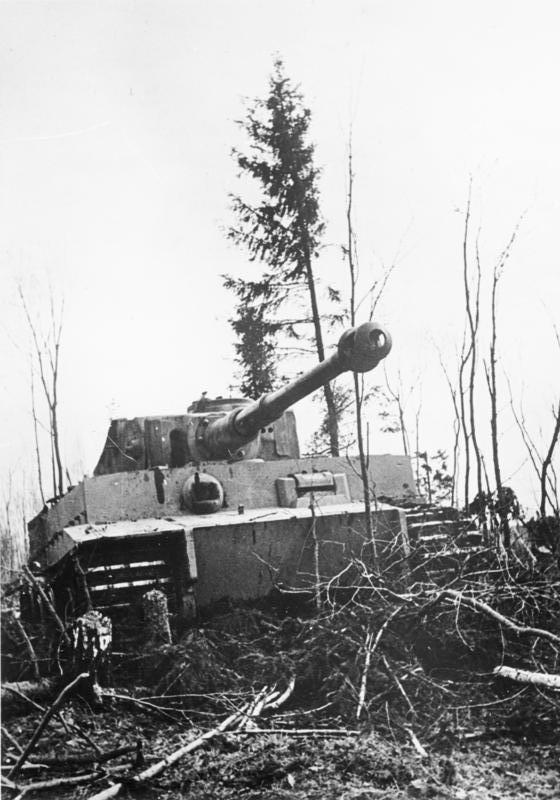
Ein deutscher Panzer vom Typ VI „Tiger“, wahrscheinlich der schweren Panzer-Abteilung 502, in unwegsamem Gelände

Die Leningrader Front hatte das 30. Garde-Schützenkorps im Raum Leningrad aufgefrischt und dann in das Gebiet südlich von Schlüsselburg verlegt. Dort wurde es temporär der 67. Armee General Duchanows unterstellt. Der Plan sah vor, mit diesem Verband die Sinjawino-Höhen direkt von Norden her anzugreifen. Links vom Korps sollte dieses durch die 43. und 123. Schützendivision, rechts von der 120., 124. und 196. Schützendivision unterstützt werden. Zusätzlich standen vor den Sinjawino-Höhen bereits regulär die 11. und 268. Schützendivision. Die 8. Armee der Wolchow-Front unter General Starikow sollte die Offensive mit einem Angriff zwischen Woronowo und Gaitolowo unterstützen. General Starikow formierte erneut zwei Angriffsgruppen. Die erste umfasste die 372., 379. und 265. Schützendivision und die 58. Schützenbrigade. Diese sollte an der Nahtstelle zwischen der deutschen 290. und 254. Infanterie-Division angreifen. Die zweite Angriffsgruppe mit der 18., 378., 256. und 311. Schützendivision sollte gegen die Stellungen der 5. Gebirgs-Division nahe Woronowo vorgehen.
Am Morgen des 15. September 1943 begann der Angriff erneut. Bei dieser Gelegenheit setzte die Rote Armee ein neues Artilleriekonzept um. Bisher hatte sie die feindlichen Stellungen beschossen und ihr Feuer dann in den rückwärtigen Raum verlegt. In dieser kurzen Zwischenzeit zwischen dem Feuerwechsel besetzten die deutschen Soldaten, die sich bisher in Unterständen verborgen hatten, ihre Verteidigungspositionen. Dieses Mal machte die sowjetische Artillerie keine Pause bei ihrem Feuer und die sowjetische Infanterie ging bereits währenddessen vor. Der Angriff des 30. Garde-Schützenkorps mit seinen drei Divisionen war erfolgreicher als noch einige Wochen zuvor. Die deutschen Infanterie-Divisionen 11 und 290 wurden von dem neuen Artilleriekonzept überrascht und so gelang den sowjetischen Angriffsverbänden ein Geländegewinn von mehreren Hundert Metern auf den Sinjawino-Höhen. Doch das AOK 18 führte die 28. Jäger-Division sowie die Infanterie-Divisionen 215 und 61 heran. Mit dieser Maßnahme riegelte die deutsche Führung den sowjetischen Einbruch schnell ab. In den folgenden Tagen rannten die Verbände der sowjetischen 67. Armee trotzdem weiter gegen die deutsche Verteidigung an, um in das Flachland nach Mga vorzustoßen. Diese Versuche blieben jedoch erfolglos. Der Angriff der sowjetischen 8. Armee von Osten her gewann ebenfalls kaum an Boden. Der nördlichen Angriffsgruppe gelang kein Einbruch in die Stellungen der 5. Gebirgs-Division und der Angriff der südlichen Gruppe wurde schnell abgeriegelt. Am 18. September 1943 genehmigte die Stawka deshalb erneut die Einstellung der Offensivoperationen. Am 24. September flammten die Kämpfe um die Höhen erneut kurz auf, bevor sich die Front danach wieder stabilisierte.

## Folgen und Bewertung
Die äußerst geringen Geländegewinne, die die Rote Armee bei diesen Operationen erzielt hatte, waren mit unverhältnismäßig hohen Verlusten erkauft worden. Nach amtlichen Angaben beliefen sich die sowjetischen Verluste allein in der Phase von 22. Juli bis zum 22. August auf 79.937 Soldaten, von denen 20.890 Mann als tot oder vermisst galten. Im gleichen Zeitraum verloren die Wehrmachtverbände 26.166 Mann, von denen 5.435 Soldaten tot oder vermisst waren. Zur zweiten Offensive liegen keinerlei genaue Zahlenangaben vor. Es steht jedoch fest, dass die sowjetischen Verluste vom 15. bis zum 18. September mehr als 10.000 Mann betrugen.
Das Ziel der sowjetischen Operationen – ein Aufreiben des XXVI. Armeekorps, ein Zurückdrängen der deutschen Linien, eine Wiedergewinnung des Bahnknotenpunktes Mga und die Bindung von deutschen Reserven – wurden nur in geringem Umfang erreicht. Die Stadt Mga befand sich noch in deutschem Besitz. Das XXVI. Armeekorps hatte Verluste erlitten, stand aber noch als kampffähiger Verband an der Front. Die deutschen Linien waren nur an einigen Abschnitten einige hundert Meter zurückgedrängt worden, allerdings befand sich unter den Geländegewinnen auch ein wesentlicher Teil der Sinjawino-Höhen. Eines der Hauptziele der Offensive, die Bindung deutscher Reserven, war insofern nicht gelungen, als die Heeresgruppe Nord sich mit eigenen Mitteln behalf, indem sie Divisionen aus nicht angegriffenen Frontabschnitten herauszog, um sie an die Brennpunkte zu werfen. Mehr noch: Von Juli bis November 1943 wurden nacheinander 13 Divisionen von der Heeresgruppe an die Heeresgruppen Mitte und Süd abgegeben. Durch die Eroberung eines Großteils der Sinjawino-Höhen war jedoch die Gefahr, dass die deutschen Truppen später wieder bis zum Ladoga-See vordringen könnten, beseitigt und die provisorische Versorgung Leningrads gesichert worden. Die großen Ziele der Operationen wurden jedoch erst mit der großangelegten Offensive im Januar und Februar 1944 in der Leningrad-Nowgoroder Operation erreicht, die die Heeresgruppe Nord mehrere hundert Kilometer weit zurückdrängte und die Stadt Leningrad wieder an das reguläre Schienennetz anschloss.
Wie der amerikanische Historiker David M. Glantz bemerkte, neigt die sowjetische und russische Historiographie dazu, Fehlschläge (oder wenig erfolgreiche Unternehmen) nicht zu thematisieren oder aber sie zu bagatellisieren. So wird auch die Mgaer Operation (Мгинская операция), wie die Offensive vom 22. Juli zum 22. August im russischen Raum genannt wird, selten in Publikationen zum Zweiten Weltkrieg erwähnt. Die in den 1960er-Jahren erschienene offizielle Geschichte des Großen Vaterländischen Krieges der Sowjetunion (6 Bde.) übergeht beispielsweise diese Kämpfe vollständig. In anderen Publikationen wurden die Kämpfe als unbedeutende Entlastungsoffensive dargestellt, die lediglich deutsche Kräfte an diesem Teil der Ostfront binden sollte, was auch erreicht worden sei. Selbst heute noch ist dies die offizielle Version, die auf den Seiten des Verteidigungsministeriums der Russischen Föderation nachzulesen ist. Dagegen sprechen jedoch die umfangreichen Kräfte, die aufgewendet wurden, die unverhältnismäßigen Verluste sowie die Hauptstoßrichtungen der Schwerpunktarmeen, welche auf eine Zerschlagung des deutschen XXVI. Armeekorps und die Beseitigung des „Flaschenhalses“ abzielten.
Die Darstellung in den Memoiren des Armeegenerals Merezkow ist widersprüchlich: Einerseits betont er, dass er die zur Verfügung stehenden Kräfte nicht für ausreichend gehalten habe, anderseits sei das Ziel der Operation nicht die Eroberung von Gelände gewesen. Er führt weiterhin aus, dass die deutschen Truppen in den ersten Tagen der Schlacht bereits durch den massierten Artillerie-Einsatz aufgerieben worden seien. Obwohl keine operativen Ziele verfolgt worden seien, kritisierte Merezkow den Abbruch der Offensive und deutete damit an, dass tatsächlich ein operativer Frontdurchbruch erzielt werden sollte:

„Noch ein kräftiger Druck, und die deutsche Front bei Mga wäre zusammengebrochen. […] Hätte ich von der Lage des Gegners gewußt, wäre ich ins Hauptquartier geflogen und hätte mich für eine Verstärkung eingesetzt, um die Operation weiterführen zu können.“

In deutschen Veröffentlichungen wird meist der Abwehrerfolg im Juli und August betont, der anschließende sowjetische Teilerfolg im September jedoch vernachlässigt. Selbst die neueste Darstellung des Historikers Karl-Heinz Frieser geht mit keinem Wort auf ihn ein. Letztlich bleibt festzustellen, dass eine moderne Aufarbeitung in Form einer Monographie noch aussteht.